# Петерсон, Франк
Франк Петерсон (нем. Frank Peterson; род. 20 декабря 1963, Гамбург) — немецкий музыкант и музыкальный продюсер, известный своим сотрудничеством с коллективом Enigma и другими исполнителями, например Сара Брайтман, Gregorian, Офра Хаза, Princessa и Андреа Бочелли в его первом международном альбоме Romanza в 1997 году.

## Биография
Петерсон родился 20 декабря 1963 года в Гамбурге. В детстве он учился играть на пианино и синтезаторе, а повзрослев работал в музыкальном магазине. Там он и встретил Мишеля Крету и стал клавишником для Сандры, появляясь в большинстве синглов её первого альбома (в частности в сингле «I’ll Never Be (Maria Magdalena)»).
Петерсон играл в группе Сандры ещё несколько лет, а потом переехал вместе с Крету на Ивису. Там он стал участником нового проекта Крету — Enigma, под псевдонимом F.Gregorian. Написал несколько треков к первому альбому Enigma MCMXC a.D..
В 1991 году Петерсон покинул коллектив и присоединился к проекту Gregorian, музыкальному проекту, основанному Томасом Шварцем и Маттиасом Мейснером. Женский вокал для этого альбома был предоставлен дуэтом The Sisters of Oz, состоящим из Биргит Фройд и Сусанны Эспелеты, которая была замужем за Петерсоном в то время. Вскоре он встретил Сару Брайтман и начал сотрудничать с ней в её сольных альбомах начиная с Dive и до Symphony.
Позже Петерсон восстановил некогда распавшийся проект Gregorian. Петерсон с группой выпускали «грегорианские» варианты популярных песен тех времен. По словам самого Петерсона, это было сделано под вдохновением от того, что приближался новый миллениум, и в этом было нечто особенное.
В 1997 году он также сотрудничал с израильской певицей Офрой Хаза, продюсируя её последний альбом Ofra Haz". Альбом был очень популярен в Европе и США.

## Иск против Google и Youtube
16 апреля 2009 года Billboard сообщил, что Петерсон подал иск в Высший Окружной Суд Гамбурга против Google и Youtube, утверждая что его видеоклипы и другой репертуар был использован незаконно. В своем иске Петерсон указывает на нарушение авторских прав. По его словам более 125 миллионов потоков его работ — авторские права которых он имеет как автор, продюсер и издатель — были просмотрены, и с которых он никогда не получал выплат со стороны Google и Youtube.